# Adherbal (tổng đốc của Gades)
Adherbal là một quý tộc người Carthago, ông đã đảm nhiệm chức vụ tổng đốc của Gades trong cuộc Chiến tranh Punic lần thứ hai. Ông cũng còn là một vị tướng của người Carthago trong cuộc chiến tranh này và phục vụ dưới quyền của Mago Barca. Ông có lẽ được biết đến nhiều nhất nhờ vào thất bại của ông trong Trận Carteia, đây là một trận thủy chiến diễn ra vào năm 206 TCN.Hạm đội của ông đã bị Gaius Laelius đánh bại gần thành phố cổ Carteia.